# Ypreville-Biville

Ypreville-Biville este o comună în departamentul Seine-Maritime, Franța. În 1 ianuarie 2022 avea o populație de 544 de locuitori.